# 10008 Raisanyo
10008 Raisanyo è un asteroide della fascia principale. Scoperto nel 1977, presenta un'orbita caratterizzata da un semiasse maggiore pari a 2,7386193 UA e da un'eccentricità di 0,0370388, inclinata di 1,45414° rispetto all'eclittica.
L'asteroide è dedicato al giapponese Rai Sanyo, studioso confuciano nel Periodo Edo.